# Misan Haldin
Eyinmisan Edward Ogharanemeye Haldin (* 7. Juli 1982 in Berlin) ist ein deutscher Basketballspieler. Er spielte neben einer Spielzeit in Griechenland und Stationen in Deutschland insbesondere für italienische Vereine. Im Januar 2012 entschlossen sich Haldin und seine Geschwister, den Familiennamen ihrer Mutter anzunehmen, nachdem sie zuvor ihre größten Erfolge unter dem Familiennamen ihres Vaters Nikagbatse gefeiert hatten.

## Werdegang
Im Alter von sechs Jahren wurden bei ihm während einer ärztlichen Untersuchung Schäden eine Rückgratverkrümmung und Plattfüße festgestellt, weshalb von ärztlicher Seite seine Sporttauglichkeit in Frage gestellt wurde. Haldin betrieb als Heranwachsender Ballsportarten, darunter Fußball, sowie Leichtathletik. Im Alter von zehn Jahren kam er zum Basketball, als sein Leichtathletiktrainer ihm nahelegte, wegen seines hohen Bewegungsdrangs eine zweite Sportart auszuüben.
Er spielte Basketball in den Nachwuchsabteilungen der Vereine TSC Berlin, TuS Neukölln, City Basket Berlin und TuS Lichterfelde. Beim TuSLi machte er seine ersten Spiele im Erwachsenenbereich und erreichte mit der Mannschaft 2000 den sportlichen Aufstieg in die erste Basketball-Bundesliga. Der Verein verzichtete auf den Sprung in die höchste Spielklasse. Beim Albert-Schweitzer-Turnier 2000 war er unter der Leitung von Jugendbundestrainer Bernd Röder mit einem Punkteschnitt von 27,8 je Begegnung der beste Korbschütze aller teilnehmenden Spieler und wurde in die Mannschaft des Turniers gewählt. Seine Auftritte bei der Veranstaltung in Mannheim machte ihn auch für ausländische Vereine interessant. Haldin erwog ebenfalls einen Wechsel an eine Hochschule in den Vereinigten Staaten. Obwohl er mit Alba einen Fünfjahresvertrag geschlossen hatte, verlangte er 2000 die Auflösung des Vertrages, um zu Fortitudo Bologna wechseln zu können. Zu diesem Zeitpunkt hatte er noch kein Spiel im Profibereich bestritten. Haldin, der seinerzeit vom US-Spielerberater Marc Fleisher betreut wurde, brach in Berlin die Schule ab und ging nach Bologna, erhielt jedoch keine Freigabe, da Alba Berlin eine sechsstellige Ablösesumme für Haldin verlangte, die Bologna nicht zahlen wollte. Zeitweilig war auch ein Wechsel zu Real Madrid im Gespräch, der nicht verwirklicht wurde. In Bologna zog sich Haldin eine Knieverletzung zu, ging Anfang 2001 nach Berlin zurück und war vereinslos. Er fiel letztlich in der Saison 2000/01 vollständig aus, seine Basketballzukunft war auch aufgrund seiner Knieverletzung ungewiss.
Haldin bestritt bei mehreren Vereinen in unterschiedlichen Ländern Europas Probeübungseinheiten und wurde noch vor dem Beginn der Saison 2001/02 vom griechischen Spitzenklub Olympiakos Piräus unter Vertrag genommen. Mit dem Verein aus Piräus wurde er 2002 griechischer Pokalsieger und Vizemeister. Während der folgenden Saison wechselte er nach wenigen Spielen für Piräus mittels Leihabkommen nach Italien. In Udine bekam er deutlich mehr Spielzeit. In der Saison 2003/04 kehrte er nach Deutschland und spielte für den Mitteldeutschen BC aus Weißenfels. Dort war wie in der Nationalmannschaft der Finne Henrik Dettmann sein Trainer. Mit dem MBC gewann er den Europapokalwettbewerb FIBA EuroCup Challenge. In der Bundesliga-Spielzeit 2003/04 erzielte er für den MBC in 29 Einsätzen im Mittel 11,2 Punkte. Im Anschluss machte er sich große Hoffnungen auf eine Verpflichtung durch einen NBA-Klub und nahm an einer Sichtungsveranstaltung in Chicago teil. Der Sprung in die nordamerikanische Liga gelang ihm aber nicht.
Nach der Insolvenz des MBC im März 2004 spielte er in der folgenden Saison wieder in Italien, diesmal in Roseto degli Abruzzi. Mit Roseto Basket konnte er die Play-offs um die italienische Meisterschaft erreichen, wo man im Viertelfinale ausschied. In der folgenden Saison war er zunächst für 12 Spiele bei Pallacanestro Cantù aktiv, deren größte Erfolge in den 80er Jahren mit zwei Titeln im Europapokal der Landesmeister lagen. Zu Beginn des Jahres 2006 wechselte er zu den Sutor Baskets aus Montegranaro in die zweite italienische Liga und stieg mit dem Verein in die Lega Basket Serie A auf. In der Spielzeit 2006/07 verpasste er mit dem Aufsteiger die Play-offs um die Meisterschaft nur knapp.
2007 kehrte Haldin schließlich wiederum nach Deutschland zurück und spielte in Köln. Wie bei seiner Spielzeit für den MBC war die Saison in Köln von finanziellen Problemen überschattet, die im Januar 2008 zur Auflösung einer Vielzahl von Verträgen mit Spitzenspielern wie Immanuel McElroy und Aleksander Nadjfeji führten. Bei Haldin scheiterte ein Wechsel zu einem anderen Verein. Er bestritt für Köln 15 Bundesliga-Spiele (8,7 Punkte je Begegnung). Im März 2008 wurde in einer Dopingprobe Haldins der Stoff THC festgestellt. Nach dem Bekanntwerden des Dopingfalls kam es im Mai 2008 zwischen Haldin und den Kölnern zur Trennung. Die neue Betreibergesellschaft des Kölner Bundesligisten, die aufgrund wirtschaftlicher Not gegründet worden war, nahm ihn nicht unter Vertrag. Des Weiteren verzichtete der Deutsche Basketball-Bund auf eine Berufung Haldins ins Aufgebot für ein Olympia-Qualifikationsturnier. Da Haldin zum Zeitpunkt der Dopingprobe verletzt war, wurde er gemäß Regelwerk der Nationalen Anti-Doping-Agentur nicht wegen Doping gesperrt.
Er kehrte erneut nach Italien zurück und half Pallacanestro Varese, fünffacher Europapokalsieger der 70er Jahre, in der Saison 2008/09 zur Meisterschaft in der LegaDue und zur Rückkehr in die oberste italienische Spielklasse. Nach Verletzungsproblemen machte er einen Neuanfang in seiner Heimatstadt in der 2. Regionalliga beim DBV Charlottenburg, dem Nachfolgeverein des ehemaligen Bundesligisten DTV Charlottenburg, der ebenfalls ein Vorgängerverein von Alba Berlin war. Er nahm mit dem DBV an fünf Spielen der 2. Regionalliga teil und trug zum Titelgewinn in der 2. Regionalliga Nord-Ost bei. Nach einem Jahr verließ er den Verein und schloss sich zur Saison 2011/12 dem Bundesligisten LTi Gießen 46ers an. Am 20. Februar 2012 wurde er dort freigestellt. Trainer Björn Harmsen begründete die Maßnahme mit einem im Vergleich zum Gesamtkader unzureichenden Einsatz für den Klassenerhalt. Haldin hatte 23 Einsätze für die Mittelhessen bestritten und im Schnitt 1,7 Punkte je Begegnung erzielt.
Nach dem Ende seiner Spielerlaufbahn gründete er ein Unternehmen, das Basketballtraining für Kinder und Jugendliche anbietet.

## Nationalmannschaft
1998 wurde Haldin von Berthold Bisselik während einer Sichtungsmaßnahme in Heidelberg für die deutsche Jugendnationalmannschaft entdeckt. Nach seiner erfolgreichen Teilnahme am Albert-Schweitzer-Turnier 2000 gehörte er im Sommer 2002 zum Aufgebot der deutschen Auswahl bei der Junioreneuropameisterschaft und erzielte im Laufe des Turniers 12,4 Punkte je Begegnung.
Haldin nahm mit der deutschen Basketballnationalmannschaft unter seinem ursprünglichen Familiennamen Nikagbatse an drei Endrunden teil. Bei der WM 2002 errang er die Bronzemedaille, Haldin verbuchte während der WM im Durchschnitt 7,4 Punkte je Begegnung. Seine Bestleistung bei der WM waren 17 Punkte im Spiel gegen Russland. Große Aufmerksamkeit erregte Haldin im WM-Spiel gegen China, als er den Ball über den 2,26 Meter großen Yao Ming hinweg in den Korb stopfte.
Nach einer enttäuschenden EM 2003 zog er mit der Mannschaft bei der EM 2005 ins Endspiel ein, in dem sich die Mannschaft gegen Griechenland geschlagen geben musste. Haldin kam während der EM 2005 auf einen Mittelwert von 2 Punkten je Begegnung.

## Leben
Der Sohn eines nigerianischen Vaters und einer der schwedischen Minderheit in Finnland entstammenden Mutter wuchs in Berlin auf. Als Kind hatte in seinem Elternhaus die nigerianische Kultur des Vaters die Oberhand. Sein erster Vorname Eyinmisan bedeutet in der Itsekiri-Sprache „Meine Zukunft ist gesichert“.
Mit 17 Jahren nahm er die deutsche Staatsbürgerschaft an. Seine Schwester Roli-Ann Haldin war ebenfalls Basketballspielerin und kam in der deutschen Basketballnationalmannschaft der Damen zu Länderspieleinsätzen.